# Perscheloribates brevialatus
Perscheloribates brevialatus är en kvalsterart som först beskrevs av Hammer 1961.  Perscheloribates brevialatus ingår i släktet Perscheloribates och familjen Scheloribatidae. Inga underarter finns listade i Catalogue of Life.